# Överluleå landskommun
Överluleå landskommun var en tidigare kommun i Norrbottens län. Centralort var Boden och kommunkod 1952-1966 var 2508.

## Administrativ historik
Överluleå landskommun (från början Öfver-Luleå landskommun) inrättades den 1 januari 1863 i Överluleå socken  i Norrbotten när 1862 års kommunalförordningar trädde i kraft. Den 1 januari 1892 bröts den nordvästra delen av kommunen ut för att bilda Edefors landskommun. Den 28 februari 1896 inrättades Bodens municipalsamhälle inom kommunen. Den 1 januari 1919 bröts sedan municipalsamhället ut ur kommunen för att bilda Bodens stad.
Kommunreformen 1952 påverkade inte indelningarna i området, då varken Västerbottens eller Norrbottens län berördes av reformen. Den 1 januari 1967 uppgick Överluleå i Bodens stad. Sedan 1971 tillhör området den nuvarande Bodens kommun.

### Kyrklig tillhörighet
I kyrkligt hänseende tillhörde kommunen Överluleå församling.

## Kommunvapen
Överluleå landskommun förde inte något vapen.

## Geografi

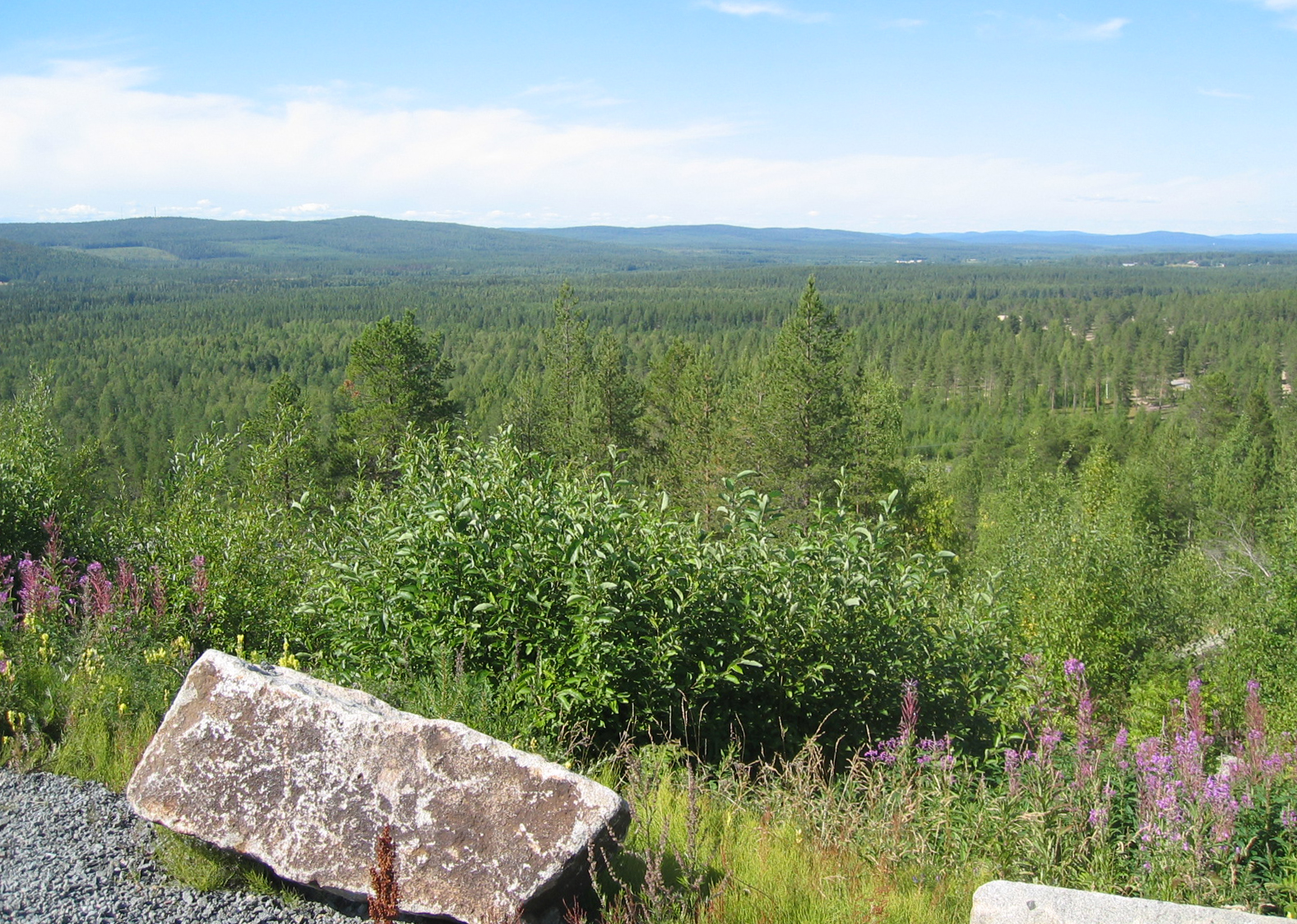
Vy västerut från Rödbergsfortet, en del av Bodens fästning.

Överluleå landskommun omfattade den 1 januari 1952 en areal av 1 330,49 km², varav 1 246,22 km² land. Efter nymätningar och arealberäkningar färdiga den 1 januari 1954 omfattade landskommunen den 1 januari 1961 en areal av 1 332,36 km², varav 1 242,73 km² land.

### Tätorter i kommunen 1960
| Tätort         | Folkmängd |
| -------------- | --------- |
| Boden, del av  | 2 542     |
| Trångfors      | 433       |
| Avaheden       | 429       |
| Vittjärv       | 332       |
| Svartbyn       | 313       |
| Sävast         | 238       |
| Norra Bredåker | 221       |

- Tätorten Boden var delad mellan Överluleå landskommun och Bodens stad.

Tätortsgraden i kommunen var den 1 november 1960 49,2 procent.

## Politik

### Mandatfördelning i valen 1938-1962
| 6 | 10 | 4 | 4 | 6 |

| 30 |

| 4 | 14 | 4 | 3 | 5 |

| 30 |

| 8 | 17 | 7 | 4 | 4 |

| 40 |

| 5 | 22 | 6 | 5 | 2 |

| 39 |

| 5 | 21 | 7 | 3 | 4 |

| 37 |

| 5 | 20 | 7 | 3 | 5 |

| 37 |

| 5 | 22 | 7 | 3 | 3 |

| 38 |

### Fotnoter
1. ↑  Per Andersson: Sveriges kommunindelning 1863-1993, Draking, Mjölby 1993, ISBN 91-87784-05-X, s. 99
2. 1 2  SCB Folkräkningen 1950 del 1 Arkiverad 29 oktober 2013 hämtat från the Wayback Machine. sida 18 & 190 i pdf:en
3. ↑  Statistiska centralbyrån: Folkräkningen 1960 Del 1 Arkiverad 14 oktober 2013 hämtat från the Wayback Machine. sida 74 & 221 i pdf:en anm. till Norrbottens län not 3
4. ↑  SCB Folkräkningen 1960 del 2 Arkiverad 24 september 2015 hämtat från the Wayback Machine. sida 46 i pdf:en